# Subvocalisation
La subvocalisation est le phénomène consistant à prononcer mentalement les mots lus lors d'une lecture silencieuse.

## Lecture rapide

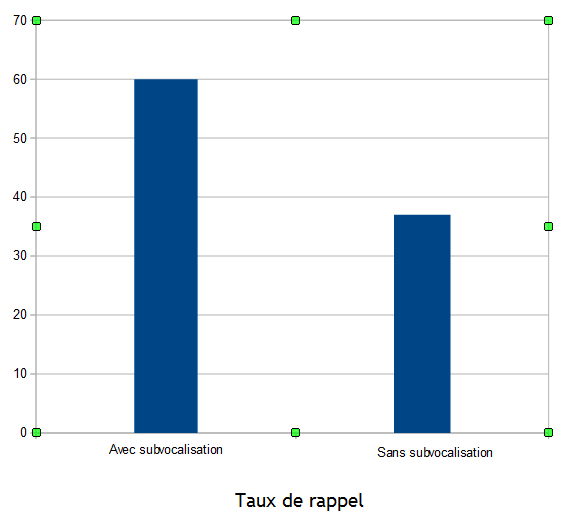
Effet de la subvocalisation sur la mémoire d'après Slowiaczek et Clifton, 1980.

D'après François Richaudeau, la subvocalisation est inutile et ralentit beaucoup la lecture sans améliorer la compréhension. En effet, d'après lui, le cerveau n'a pas besoin d'« entendre » le mot pour en comprendre le sens.
Cependant, aucune expérience n'a pu prouver que supprimer la subvocalisation avait le moindre effet sur la vitesse de lecture : supprimer celle-ci n'a donc pas d'effet observable.
Dans certaines expériences, le fait de subvocaliser permet d'améliorer la compréhension du texte lu.
La subvocalisation a aussi un effet facilitateur sur la mémorisation. De nombreuses expériences portant sur la boucle phonologique et notamment sur la suppression articulatoire, l'ont montré.